# Platysceptra tineoides
Platysceptra tineoides är en fjärilsart som beskrevs av Walsingham 1886. Platysceptra tineoides ingår i släktet Platysceptra och familjen äkta malar. Inga underarter finns listade i Catalogue of Life.